# Tayrona National Naturpark
Tayrona National Naturpark (spansk: Parque Nacional Natural Tayrona) er en nationalpark der ligger ved kysten til det  Caribiske Hav i departementet Magdalena i det nordlige  Colombia. Den ligger 34 kilometer øst for byen Santa Marta.
Naturparken har et areal på 225 km², og det højeste punkt er omkring  900 meter over havet. Den består af forskellige skovstyper og er habitat for et stort antal dyre- og plantearter. I parken er der også en række strande, hvoraf Cabo San Juan er den mest kendte.
Naturparken  blev oprettet 24. april 1969 og er opkaldt efter tayrona-folket, som tidligere holdt til i området. I parken er der flere arkæologiske fund fra denne kultur. Tayrona nationalpark er et populært turistmål, og var Colombias næst mest besøgte nationalpark i 2012, med 293.502 besøgende.